# Carmen Castillo (Filmemacherin)

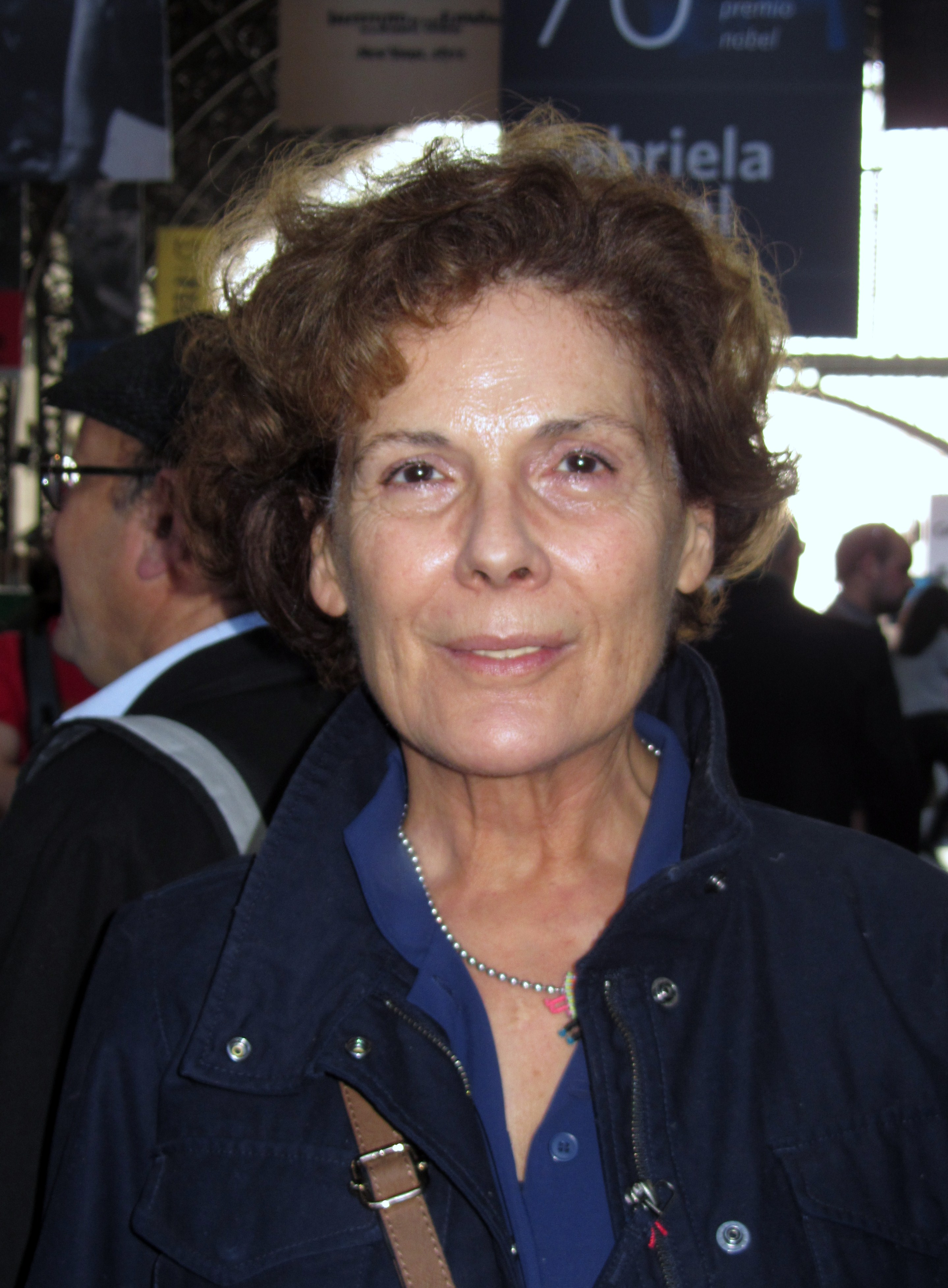
Carmen Castillo (2015)

Carmen Castillo Echeverría (* 21. Mai 1945 in Santiago de Chile, Chile) ist eine chilenische Dokumentarfilmerin und Drehbuchautorin, die die französische Staatsbürgerschaft besitzt.

## Leben
Castillo ist die Tochter des chilenischen Politikers und Architekten Fernando Castillo Velasco und der Schriftstellerin Mónica Echeverría. Sie war Professorin für Geschichtsforschung an der Pontificia Universidad catolica de Chile. Während der Regierungszeit von Präsident Salvador Allende arbeitete sie in dessen Regierungssitz La Moneda in Santiago de Chile. Nach dem Putsch in Chile 1973 arbeitete sie zusammen mit ihrem compañero Miguel Enríquez, dem Kopf des Movimiento de Izquierda Revolucionaria (MIR) gegen die Militärdiktatur von Augusto Pinochet. Seit Dezember 1973 lebten die beiden mit zwei Kindern aus verschiedenen Verbindungen in der Calle Santa Fe im Stadtteil San Miguel von Santiago de Chile. Im Oktober 1974 griffen Kräfte der Geheimpolizei Dirección de Inteligencia Nacional (DINA) das Versteck an, töteten Enriquez und verwundeten Carmen Castillo.
Castillo wurde im November 1974 auf internationalen Druck hin nach Argentinien ausgewiesen und ging dann nach Frankreich. Sie entschied sich in Frankreich zu bleiben, nachdem sie seit den 1980er Jahren dort bereits zwei Bücher veröffentlicht und mit dem Drehen von Dokumentarfilmen begonnen hatte. Sie pendelt heute zwischen Frankreich und Chile.

## Veröffentlichungen
- Un día de octubre en Santiago. 1980.
  - deutsch: Santiago de Chile: Ein Tag im Oktober. Rowohlt, Reinbek bei Hamburg 1981, ISBN 3-499-14733-5.
- Ligne de fuite. Éditions Bernard Barrault, Paris 1992.
- Zusammen mit ihrer Mutter: Santiago/Paris, el vuelo de la memoria. 2000.

## Filme
- 1983: Los muros de Santiago.
- 1984: Estado de guerra. Nicaragua.
- 1994: La flaca Alejandra.
- 1994–1999: Tierras estranjeras. Serie von Spielfilmen für arte.
- 1995: La verdadera historia del Subcomandante Marcos.
- 1996: Inca de Oro.
- 1999: El bolero, una educación amorosa.
- 2000: Viaje con la cumbia por Colombia.
- 2001: El Camino del Inca.
- 2002: El astrónomo y el indio.
- 2003: José Saramago, el tiempo de una memoria.
- 2003: Misia, la voz del fado, deutsch: Misias Fado, ausgestrahlt von arte.
- 2004: El país de mi padre.
- 2007: Calle Santa Fe, Dokumentarfilm.
- 2010: El tesoro de América – El oro de Pascua-Lama.
- 2015: Aún estamos vivos.

## Auszeichnungen und Preise
- Internationales Festival des Neuen Lateinamerikanischen Films in Havanna, Kuba
  - 1994: Gran Coral für La flaca Alejandra,
  - 2010: Spezialpreis für El tesoro de América – El oro de Pascua Lama.

und weitere.

## DVDs
- Kostas Kolimenos, Thomas Leif, Verena Vargas, Carmen Castillo u. v. a.: Bibliothek des Widerstands. Laika Verlag Hamburg.[1]